# حمام پادرخت
حمام پادرخت مربوط به دوره پهلوی است و در سبزوار، در شمال غربی میدان اسرار، واقع شده است. این اثر در تاریخ ۱۵ آبان ۱۳۸۴ با شمارهٔ ثبت ۱۳۶۶۸ به‌عنوان یکی از آثار ملی ایران به ثبت رسیده است.